# Saint-Omer (Pas-de-Calais)
Saint-Omer – miejscowość i gmina we Francji, w regionie Hauts-de-France, w departamencie Pas-de-Calais.
Według danych na rok 1990 gminę zamieszkiwały 14 434 osoby, a gęstość zaludnienia wynosiła 880 osób/km² (wśród 1549 gmin regionu Nord-Pas-de-Calais Saint-Omer plasuje się na 45. miejscu pod względem liczby ludności, natomiast pod względem powierzchni na miejscu 101.). 
Miasto zostało wyzwolone spod okupacji niemieckiej 5 września 1944 roku przez 1 Dywizję Pancerną.

## Współpraca
Miejscowości partnerskie:
- Ieper, Belgia
- Żagań, Polska

## Zabytki
- Katedra Notre-Dame (XIII - XVI w.)
- Kościół St. Denis (XIII w.)
- Ruiny opactwa Saint-Bertin
- Kaplica seminarium jezuitów, w stylu renesansu włoskiego (XVII w.)
- Ratusz

## Galeria zdjęć

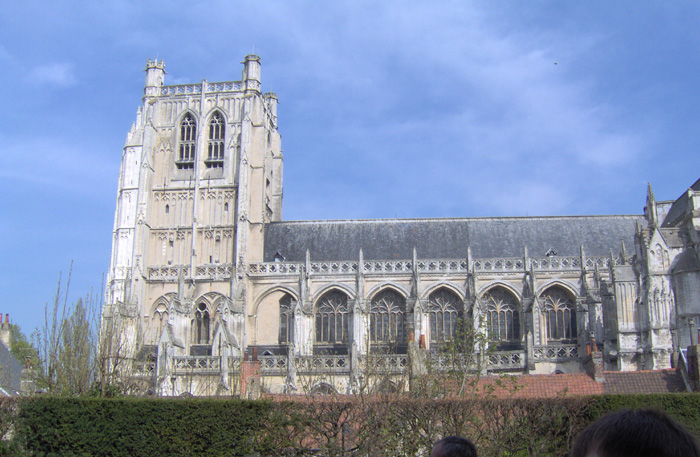
Katedra
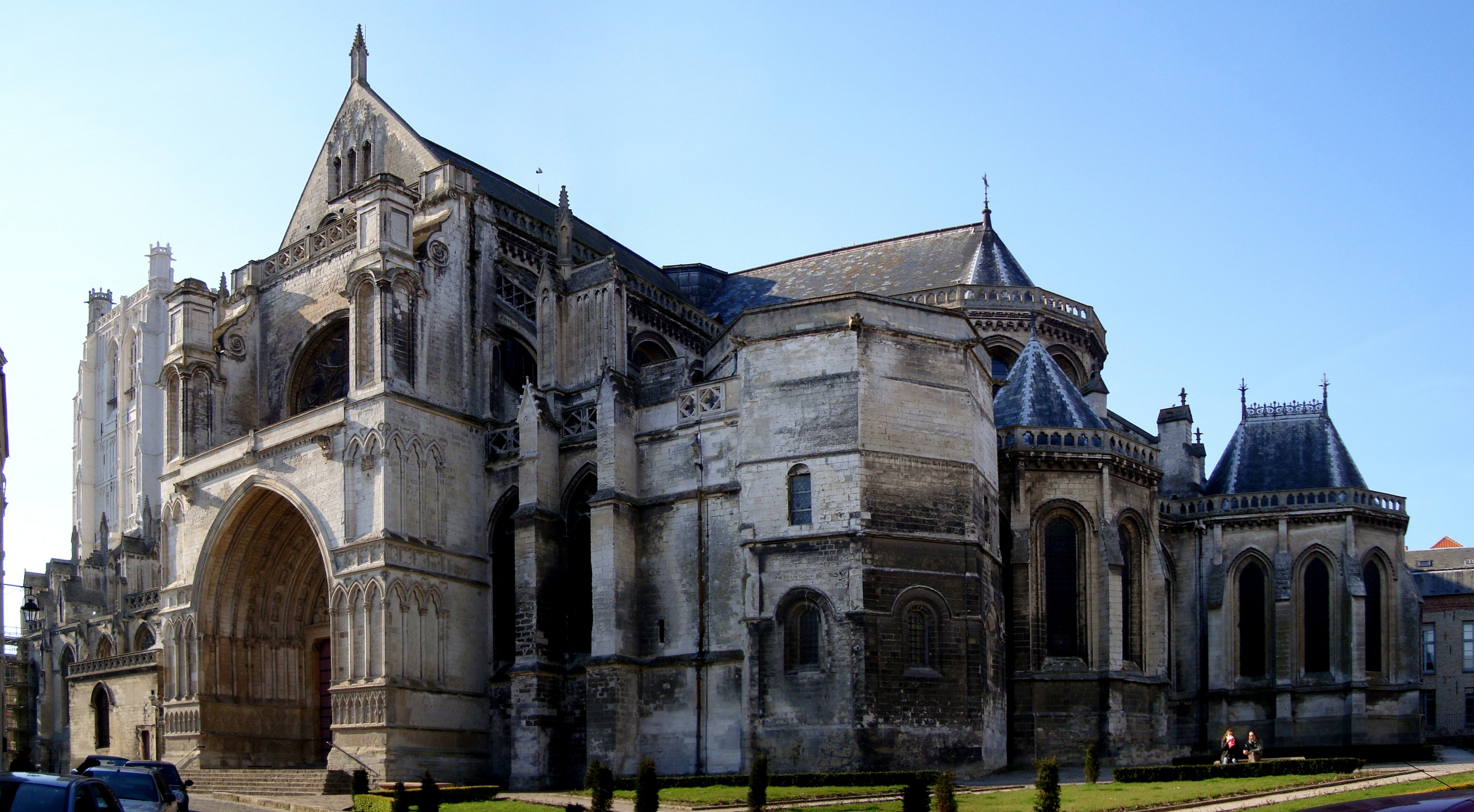
Katedra
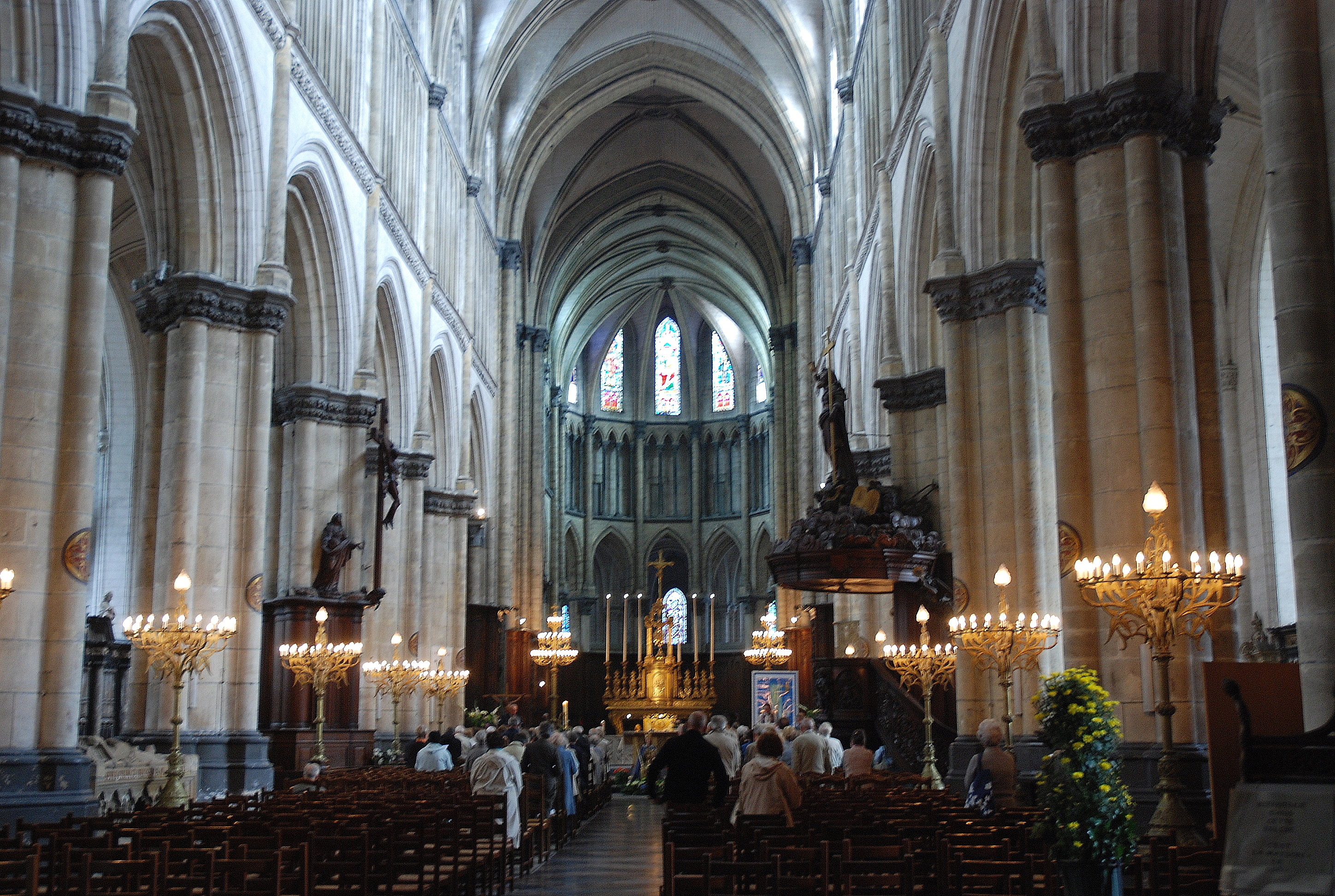
Wnętrze katedry
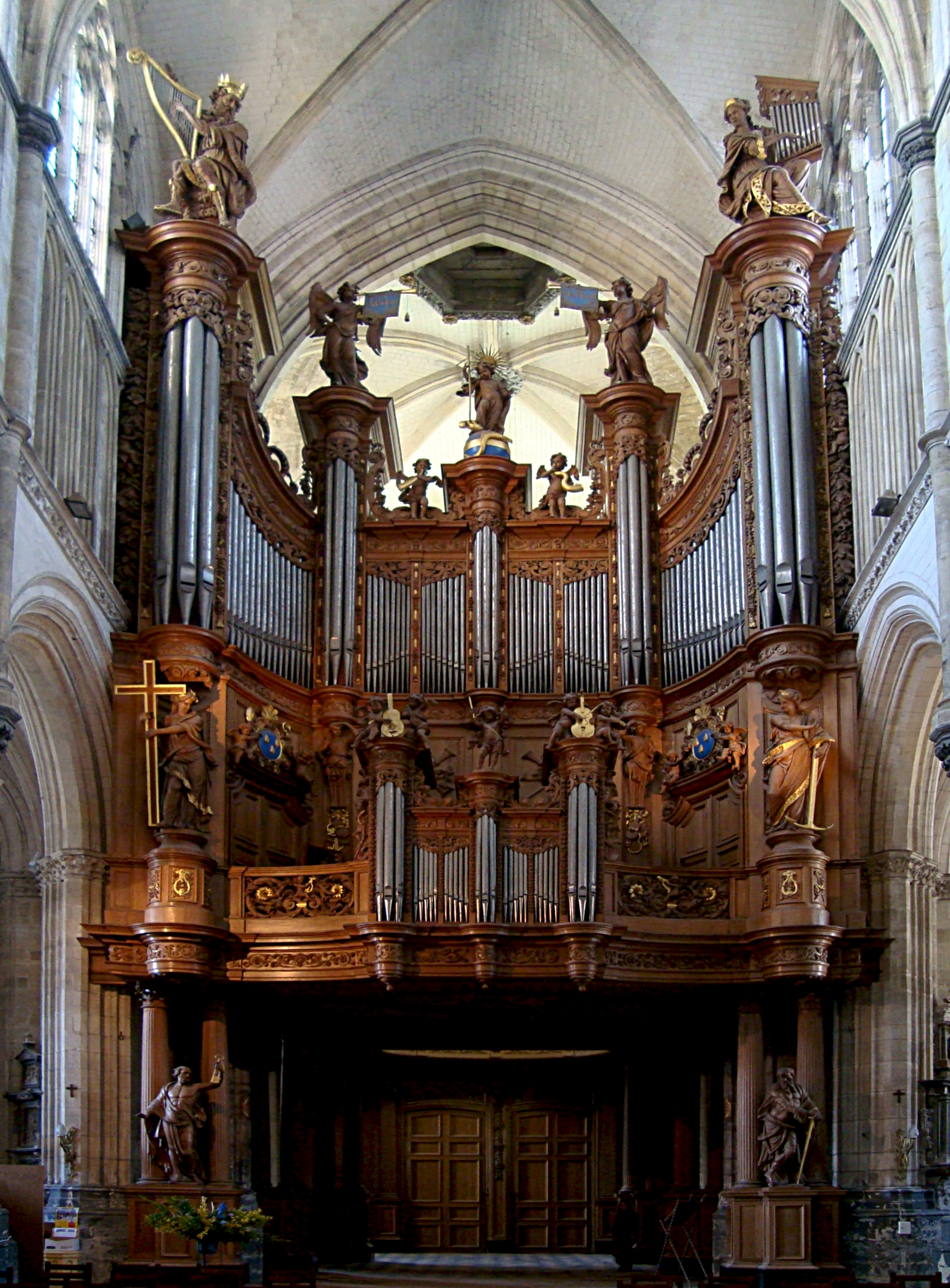
Organy w katedrze
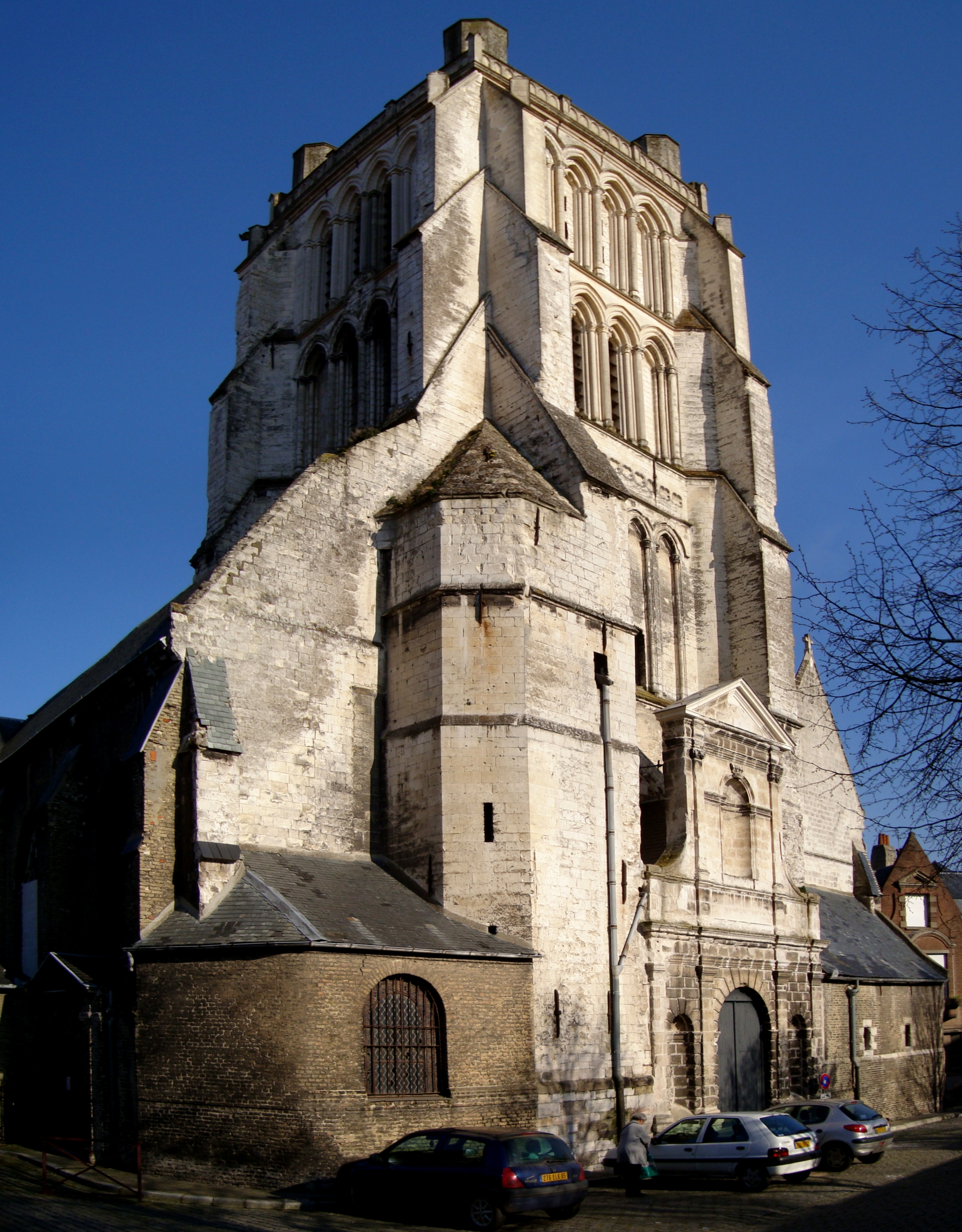
Kościół St. Denis
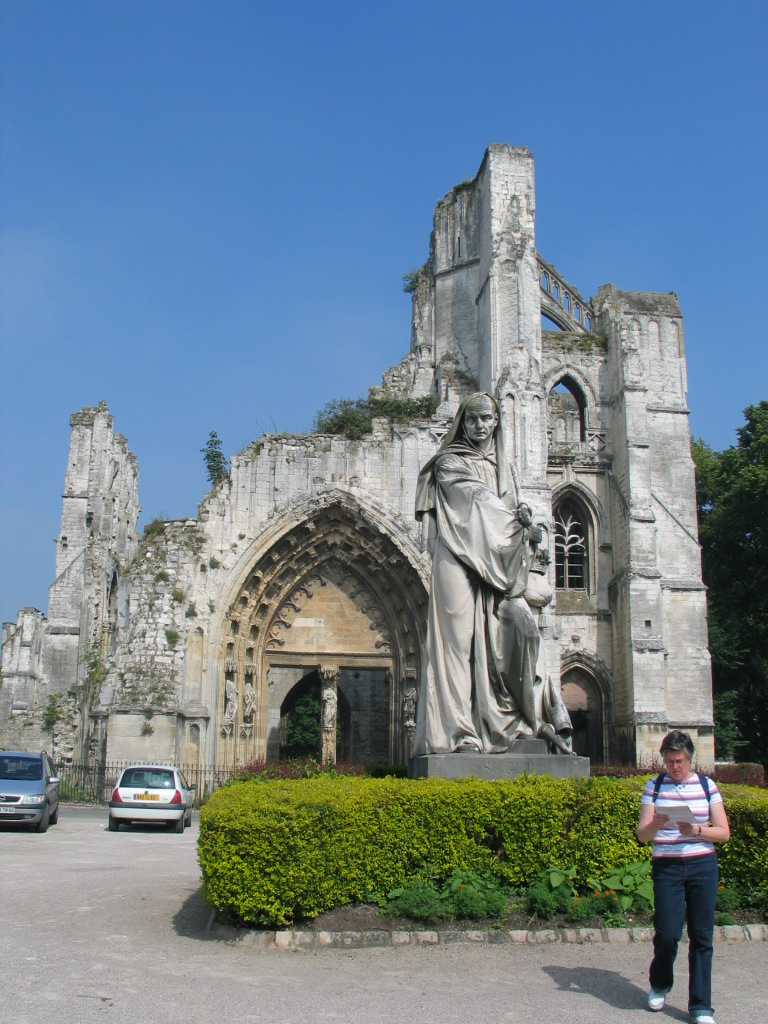
Ruiny opactwa Saint-Bertin
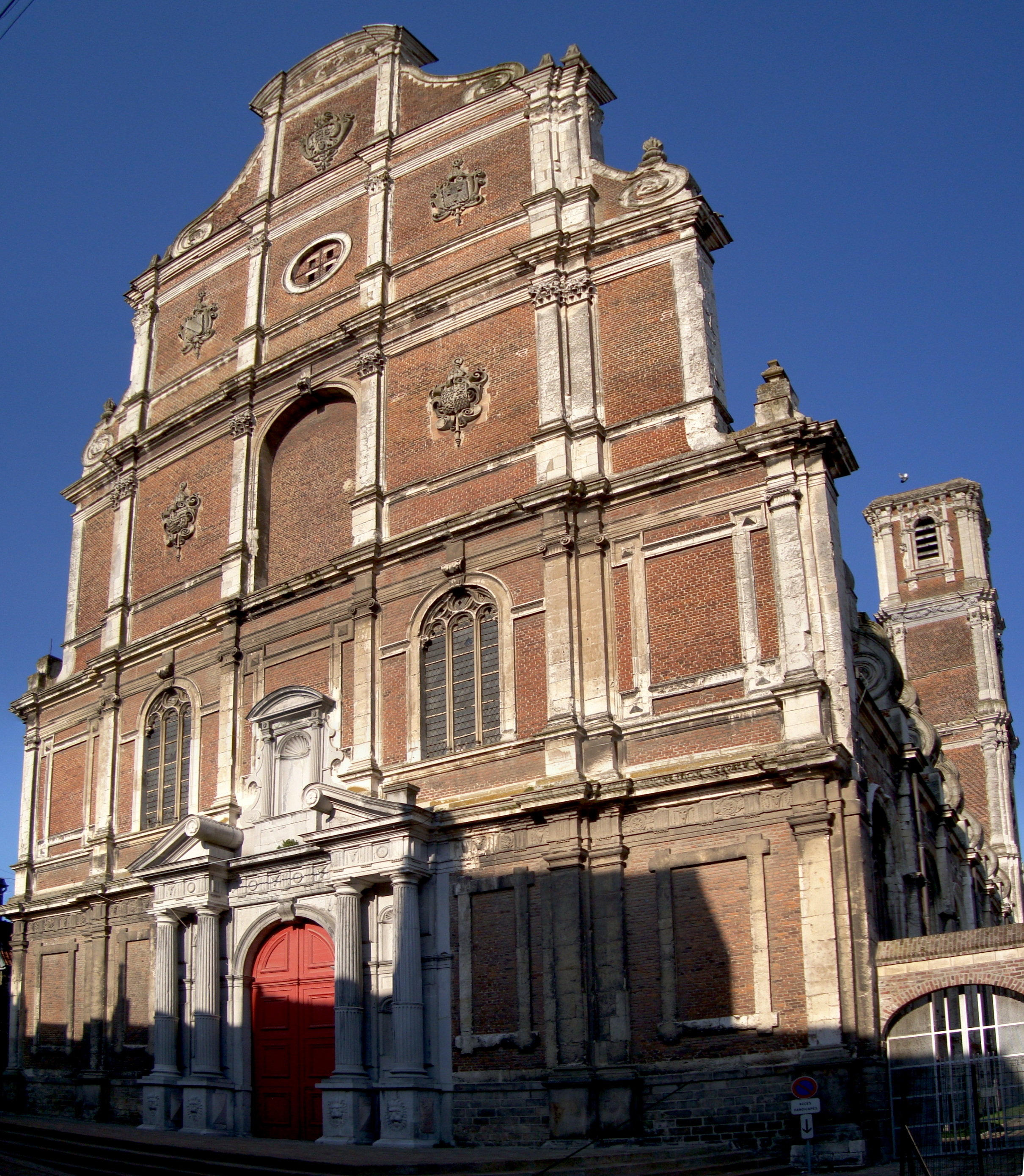
Kaplica seminarium jezuitów
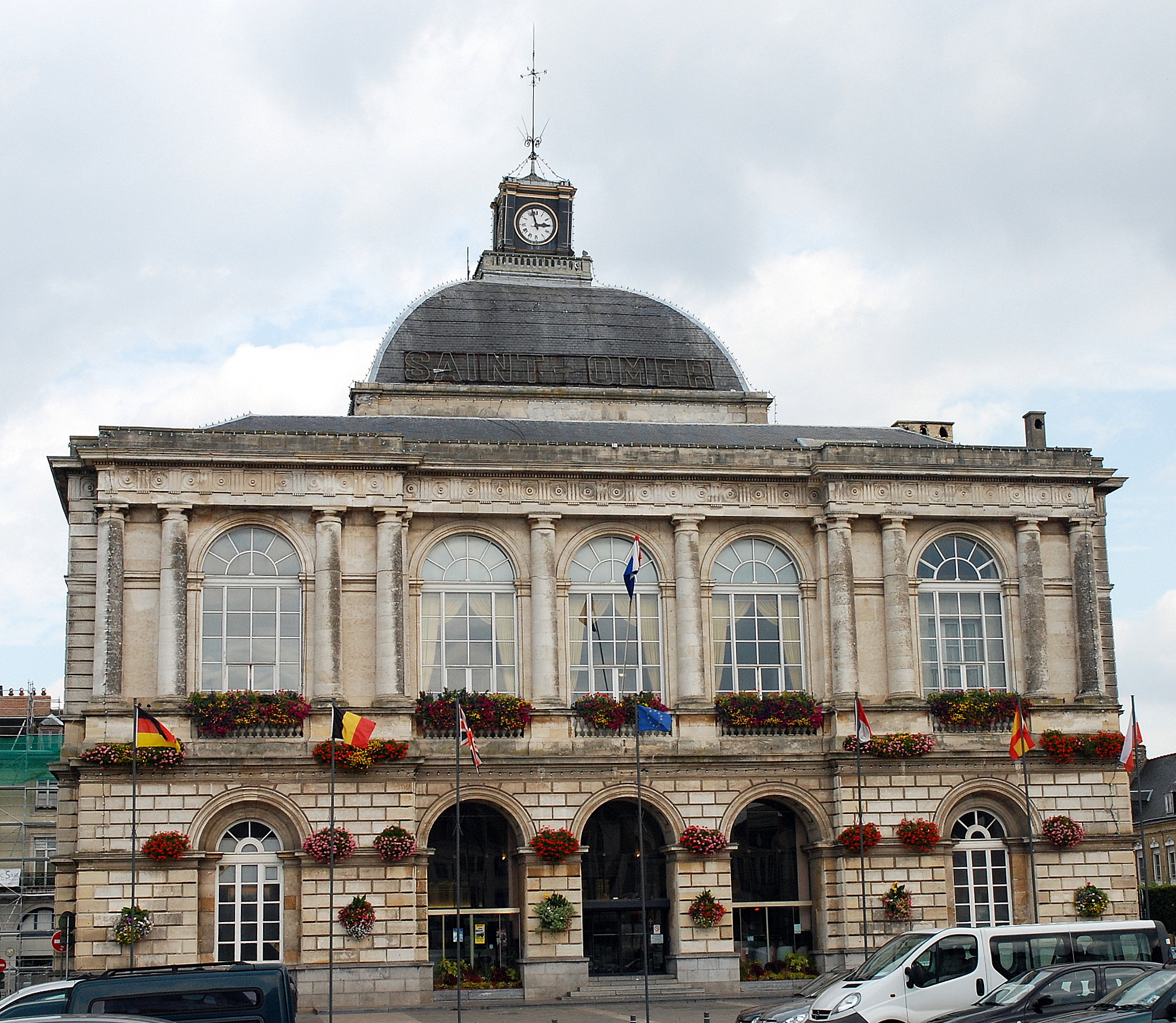
Ratusz